# Burnupia stenochorias
Burnupia stenochorias е вид коремоного от семейство Planorbidae.

## Разпространение
Видът е разпространен в Южна Африка.